# سراوية
السراوية (الاسم العلمي: Umbiliceae) هي قبيلة من النباتات تتبع فصيلة الكرسولية من الرتبة كاسرات الحجر.

## أجناس السراوية
تضم هذه القبيلة الأجناس التالية:
- السرة وهو الجنس النمطي لها
- الكلنكوة
- (الاسم العلمي:سدم)
- (الاسم العلمي:Adromischus)
- (الاسم العلمي:Chiastophyllum)
- (الاسم العلمي:سدم)
- (الاسم العلمي:بريوفيليوم)